# بن جانسون (دونده)
بن جانسون (به انگلیسی: Benjamin Sinclair "Ben" Johnson) (متولد ۳۰ دسامبر ۱۹۶۱ در جامائیکا) دونده سابق دو سرعت کانادایی جامائیکایی‌الاصل است که از معروفترین دوندگان دو سرعت دهه ۱۹۸۰ بود.